# Список заслуженных мастеров спорта СССР (санный спорт)
Звание «заслуженный мастер спорта СССР» впервые было присвоено саночникам в 1978 году.

## Список

### 1978
За победу на чемпионате мира 1978 года звание присвоено:
- Бремзе, Дайнис Ренатович (1954) — двухместные сани
- Зозуля, Вера Васильевна (1956) — одноместные сани
- Крикис, Айгарс Имантович (1954—1999) — двухместные сани

### 1981
За победу на чемпионате мира 1981 года звание присвоено:
- Данилин, Сергей Владимирович (1960) — одноместные сани